# Тимотеј Еврипски
Свети Тимотеј Еврипски (Тасос Каламиотис 1510.-) је православни светитељ и епископ Еврипа Халкидског. 
Његов спомен се обележава 16. августа, а '93. године у Кеи је подигнута црква Светог Тимотеја у његову част, која се слави и 13. јула.
Његова породица је дошла из Каламоса, Атика. Рођен је године 1510 у селу Каламос у Атици. Од малих ногу је волео Свето писмо и његов отац, као један од сеоских свештеника, био је први учитељ малог Тимотеја. Родитељи су га учили љубави према православљу и то је уродило плодом. Он је оснивач манастира Успења Пресвете Богородице и вероватно Свети Пантелејмон са острва Кеа како га зову мештани. Тимотеј се од детињства одликовао врлинским животом и побожношћу, а такође и чврстином карактера. Због тога га заволеше и истакнути црквени људи. Епископ Оропоса толико га заволео да га о свом трошку послао у Атину да учи даље школу. Светитељ је студирао у Атини и након што је завршио вратио се у Каламос. Кажу да му је први учитељ био отац. Епископ Ореја био је његов духовни отац који је, изгледа, финансирао студије Светитеља. 
Епископ Ореј га је замонашио, а затим и рукоположио за јерођакона. По редоследу рукоположен је за јеромонаха, који је делио Свете Тајне и проповедао Реч Божију, оживљавајући народ за време турске владавине. Пошто је епископ умро, свети Тимотеј га је наследиои хиротонисан је за епископа Ореја. Недуго затим, хиротонисан је за митрополита еврипског са седиштем у Халкиди. 
За време владавине султана Селима II (1566-74) издат је декрет којим се желело да се неки хришћански храмови претворе у џамије. Свечев отпор је био тренутан, толико да је изазвао смртоносни гнев Туркалван-паше, који је планирао да га убије представљајући га као државног непријатеља. 
Свети Тимотеј се потом удаљи у оближњу гору Пентели, где се налажаху и други богоугодни подвижници онога времена. Ускоро затим светитељ основа у подножју те планине диван манастир и посвети га Успењу Пресвете Богородице (1578 године). Овај манастир и до данас постоји и припада сада архиепископији Атинској.
Тимотеј је побегао захваљујући жени свог прогонитеља која је била криптохришћанка и његовом духовном детету. Тако га је нагнао да напусти то место дајући му и велику своту новца. Још постоји мишљење да су свеца упозорили османски становници, којима је био веома драг. 1572. једне ноћи побегао је заједно са ђаконом и клириком на супротну обалу Атике. Прво се вратио у своје родно место и тамо остао неко време (манастир Калоливади). Пораз Турака на Ехинадским острвима (поморска битка код Нафпакта) од стране савезничких хришћанских снага Запада под дон Хуаном Аустријанцем, одиграо је важну улогу у исходу прогона хришћанства и самим тим је живот светитеља био угрожен. 
Око 1573-74, упутио се ка планини Пентели да би избегао своје прогонитеље. Тамо је тражио више мира и пусто место за подизање манастира. Монаси из околних скитова су га дочекали и убедили да на овом месту оснује свој скит. Тако је кренуо са малом пратњом да тражи право место. Као резултат овог напора, каже предање, пронађено је место које се налазило у стаблима дивљих маслина и скелета где је лик Панагије Гликофилоусе био урезан у део његовог срца. Кажу да је у древним временима ту било Атенино светилиште. Проналазак иконе био је повод који је Светитељ чекао да је постави у спомен Успења Богородице. Према другом предању, Светитељ је пронашао на месту које је назначила Богородица, дрвену кућу у којој се налазило тело монаха који је малопре заспао. У близини кућице, али и у корену маслине, нашао је лик Богородице.
У манастир се убрзо окупи доста братије, и светитељ их мудро је руководио путем спасења ка Царству Небеском. Но желећи веће подвиге у тишини и усамљености, он се повуче у самоћу у место Гаргато и Враону, где се одаде строгим подвизима који су само Господу познати. Али су се против њега подигли неки људи, те свети Тимотеј напусти Атику и пређе чудесним начином преко мора на острво Кеју (око 1590 године). Поживевши тамо још неко време у благоугодним подвизима, умро је у миру  16. августа 1590. године. 
У његовом манастиру Пентели и данас се налази његова света лобања, која одише светим миомиром и чини дивна чудеса онима који светитеља призивају са топлом вером и молитвом.